# Банки, Донат
Донат Банки (венг. Bánki Donát; 6 июня 1859, Баконьбанк — 1 августа 1922, Будапешт) — венгерский инженер и изобретатель.

## Биография

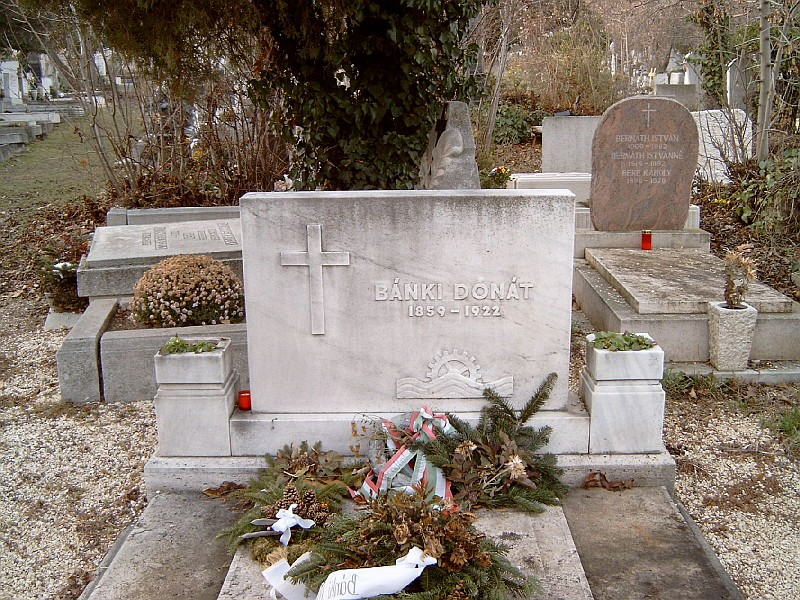
Могила Доната Банки на кладбище Фаркашрети в Будапеште

Сын Бетти Шальцер и Игнаца Лёвингера, бывшего главным врачом в войсках венгерских революционеров 1848—1849 годов.
В 1893 году он вместе с другим известным венгерским инженером Яношем Чонкой изобрёл карбюратор для стационарного двигателя (известный также под названием «двигатель Банки-Чонка»). Очень часто данное изобретение ошибочно приписывается немецкому инженеру Вильгельму Майбаху, который представил свою разработку патентному бюро на полгода позже, чем это сделали Банки и Чонка. Банки также внёс существенный вклад в разработку компрессора двигателя внутреннего сгорания и изобрёл гидротурбину, названную его именем.
В 1898 году Донат Банки разработал двигатель с высокой степенью сжатия с двухдиффузорным карбюратором, в котором был применён метод эмульсионного смесеобразования распылением, который используется и в настоящее время.
Изобретение Банки и Чонкой карбюратора способствовало развитию автомобильной промышленности, так как до этого момента не было разработано более эффективного способа правильно смешивать горючее и воздух для двигателя. Некоторые источники утверждают, что идею для создания карбюратора Банки случайным образом позаимствовал у цветочницы. Однажды, возвращаясь домой из Будапештского технического университета, он увидел, как она опрыскивает свои цветы водой изо рта. Донат Банки также внёс вклад в создание турбины поперечного потока.